# Neogea yunnanensis
Neogea yunnanensis là một loài nhện trong họ Araneidae.
Loài này thuộc chi Neogea. Neogea yunnanensis được miêu tả năm 1990 bởi Chang-Min Yin et al..